# Monopylephorus aucklandicus
Monopylephorus aucklandicus är en ringmaskart som först beskrevs av Benham 1909.  Monopylephorus aucklandicus ingår i släktet Monopylephorus och familjen glattmaskar.
Artens utbredningsområde är havet kring Nya Zeeland. Inga underarter finns listade i Catalogue of Life.